# Centulle III de Béarn
Centulle III († 1004) est un vicomte de Béarn de 984 à 1004, fils de Gaston Ier.

## Biographie
Peu de choses sur sa vie nous sont parvenues.
D'une épouse inconnue, il laisse :
- Gaston II († 1012), vicomte de Béarn.